# Старая Коломна
Старая Коломна — исторически сложившийся район Коломны, находящийся в северной части города. Границы района частично совпадают с границами города, проведёнными по «регулярному» плану, утверждённому в 1784. Старая Коломна с севера и северо-запада ограничивается Москвой-рекой и Коломенкой; с юго-запада — речкой Репинкой; с юга — Пионерской улицей, Советской площадью, улицей Мешкова; с юго-востока — улицей Льва Толстого, с востока — полотном железной дороги.
Старая Коломна включает в себя Кремль, Посад и Ямскую слободу.
В районе сохранилась историческая застройка, представленная памятниками оборонного зодчества, многочисленными церквями и городскими особняками эпохи классицизма. Большое число архитектурных памятников расположено на Соборной площади, улицах Лазарева, Лажечникова, Октябрьской Революции, Посадской и Комсомольской.